# HMAS Sydney (FFG 03)
Pour les autres navires du même nom, voir HMAS Sydney.
Le HMAS Sydney (FFG 03) est une frégate lance-missiles de la classe Adelaide en service dans la Royal Australian Navy de 1983 à 2015. Le navire est l'une des six frégates modifiées de la classe Oliver Hazard Perry commandées à partir de 1977, et la troisième unité construite aux États-Unis. Mis sur cale et lancé en 1980, le Sydney doit son nom à la capitale de la Nouvelle-Galles du Sud et est mis en service dans la marine australienne en 1983.

## Historique
Au cours de son histoire opérationnelle, le Sydney est déployé à la suite des coups d'État fidjiens de 1987 et lors du soulèvement de Bougainville. Il opère dans le golfe Persique à cinq reprises pour soutenir les opérations américaines pendant la guerre du Golfe, la guerre en Afghanistan et l'invasion de l'Irak en 2003, et effectue deux voyages autour du monde,.
Sa fin de service étant prévu en 2013, le Sydney est placé en réserve deux ans plus tard, le 27 février 2015. Il sert de navire-école amarré jusqu'à sa mise hors service le 7 novembre,,. La frégate est remplacée au sein de la marine par un nouveau destroyer de la classe Hobart.

#### Ouvrages
- Vanessa Bendle, Griffin, David, Laurence, Peter, McMillan, Richard, Mitchell, Brett, Nasg, Greg, Perryman, John, Stevens, David et Wheate, Nial, Database of Royal Australian Navy Operations, 1990–2005, vol. 18, Canberra, ACT, Sea Power Centre – Australia, coll. « Working Papers », 2005 (ISBN 0-642-29623-5, lire en ligne [archive du 14 juin 2011])
- Tom Frame, Pacific Partners: a history of Australian-American naval relations, Rydalmere, NSW, Hodder & Stoughton, 1992 (ISBN 0-340-56685-X, OCLC 27433673)
- Peter Jones, The Royal Australian Navy, South Melbourne, VIC, Oxford University Press, coll. « The Australian Centenary History of Defence (vol III) », 2001 (ISBN 0-19-555542-2, OCLC 50418095), « 1972–1983: Towards Self-Reliance »
- Anthony Keith MacDougall, Australians at war: a pictorial history, Noble Park, Vic, The Five Mile Press, 2002 (1re éd. 1991) (ISBN 1-86503-865-2, OCLC 260099887)
- Jane's Fighting Ships 1977–78, London, Jane's Yearbooks, coll. « Jane's Fighting Ships », 1977 (ISBN 0531032779, OCLC 18207174)
- N.A., « Australian Defence Boost », Warship International, vol. XXVII, no 2,‎ 1990, p. 192–194 (ISSN 0043-0374)
- Jane's Fighting Ships 1998–99, Coulsdon, Surrey, 101st, coll. « Jane's Fighting Ships », 1998 (ISBN 071061795X, OCLC 39372676)
- David Stevens, Strength Through Diversity: The combined naval role in Operation Stabilise, vol. 20, Canberra, Sea Power Centre – Australia, coll. « Working Papers », 2007 (ISBN 978-0-642-29676-4, ISSN 1834-7231, lire en ligne [archive du 12 mars 2011])

#### Articles de journaux
- Fish et Grevatt, « Australia's HMAS Toowoomba test fires MU90 torpedo », Jane's Navy International, Jane's Information Group,‎ 24 juin 2008
- Hooton, « Perking-up the Perry class », Jane's International Defence Review, Jane's Information Group, vol. 9, no 9,‎ 1er décembre 1996
- Scott, « Enhanced small-calibre systems offer shipborne stopping power », International Defence Review, Jane's Information Group,‎ 12 décembre 2007

#### Articles de presse
- « HMAS Sydney returns home », ABC Online,‎ 19 septembre 2009 (lire en ligne, consulté le 28 octobre 2009)
- « Marching into History », Department of Defence,‎ 2 avril 2009 (lire en ligne)
- « RAN warships to the rescue as Somali pirates flee », theaustralian.news, 19 mai 2009 (consulté le 20 mai 2009)
- « Dud frigates an inherited nightmare », Australian Broadcasting Corporation,‎ 2 janvier 2008 (lire en ligne, consulté le 22 avril 2008)
- « Frigates 'can't go to war' despite $1.4bn upgrade », News Limited,‎ 2 janvier 2008 (lire en ligne [archive du 4 janvier 2008], consulté le 21 avril 2008)
- « Australia's naval frigates 'worth the wait' », dailytelegraph, 19 novembre 2008 (consulté le 21 novembre 2008)

#### Sites Web et autres médias
- « HMAS Sydney (IV) », Royal Australian Navy (consulté le 22 décembre 2012)
- « Next generation of naval ships to reflect a rich history of service », Department of Defence, 20 janvier 2006 (consulté le 1er juin 2009)
- « Northern Trident 2009 » [archive du 18 novembre 2011], Royal Australian Navy, 2009 (consulté le 20 mai 2009)
- « No Name (FFG 35) », Naval Vessel Register, United States Navy, 3 mars 2000 (consulté le 22 décembre 2012)
- « Australia's Hazard(ous) Frigate Upgrade », Defense Industry Daily, Watershed Publishing, 14 janvier 2008 (consulté le 21 avril 2008)